# Goiás (stad)
Goiás (ook wel: Goiás Velho) is een stad en gemeente in de Braziliaanse staat Goiás. In 2022 woonden 24.071 mensen in de gemeente en was de oppervlakte van de gemeente 3.108 vierkante kilometer. De stad was voorheen de hoofdstad van de gelijknamige staat. In 2001 werd de binnenstad op de werelderfgoedlijst van UNESCO geplaatst.
De stad is de zetel van het rooms-katholieke bisdom Goiás.

## Geschiedenis
Goiás is opgericht in 1727 en is vernoemd naar de indianenstam Goyaz, die in dat gebied leefden. Met name de goldrush die plaats heeft gevonden heeft de stad in het verleden rijkdom opgeleverd.

## Aangrenzende gemeenten
De gemeente grenst aan Buriti de Goiás, Faina, Guaraíta, Heitoraí, Itaberaí, Itapirapuã, Itapuranga, Matrinchã, Mossâmedes en Novo Brasil.

## Verkeer en vervoer
De plaats ligt aan de radiale snelweg BR-070 tussen Brasilia en Cáceres. Daarnaast ligt ze aan de wegen GO-070 en GO-164.

## Galerij

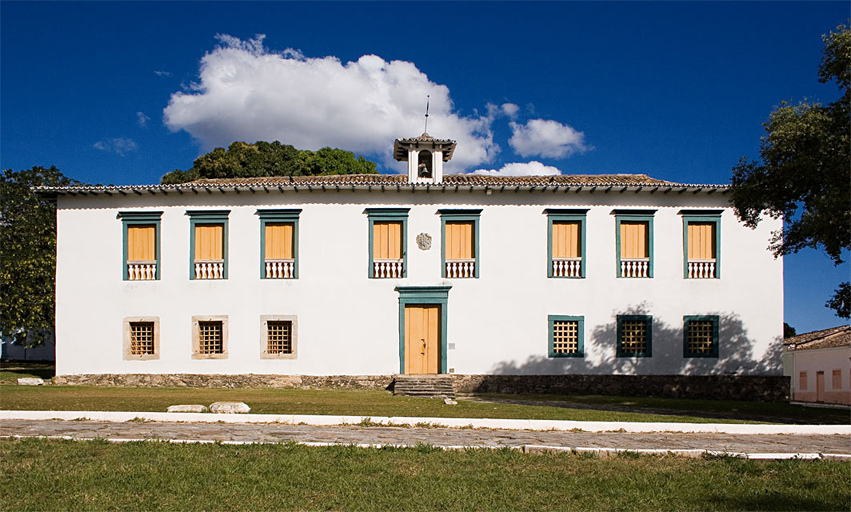
Antiga Casa da Câmara e Cadeia, atual MuBan
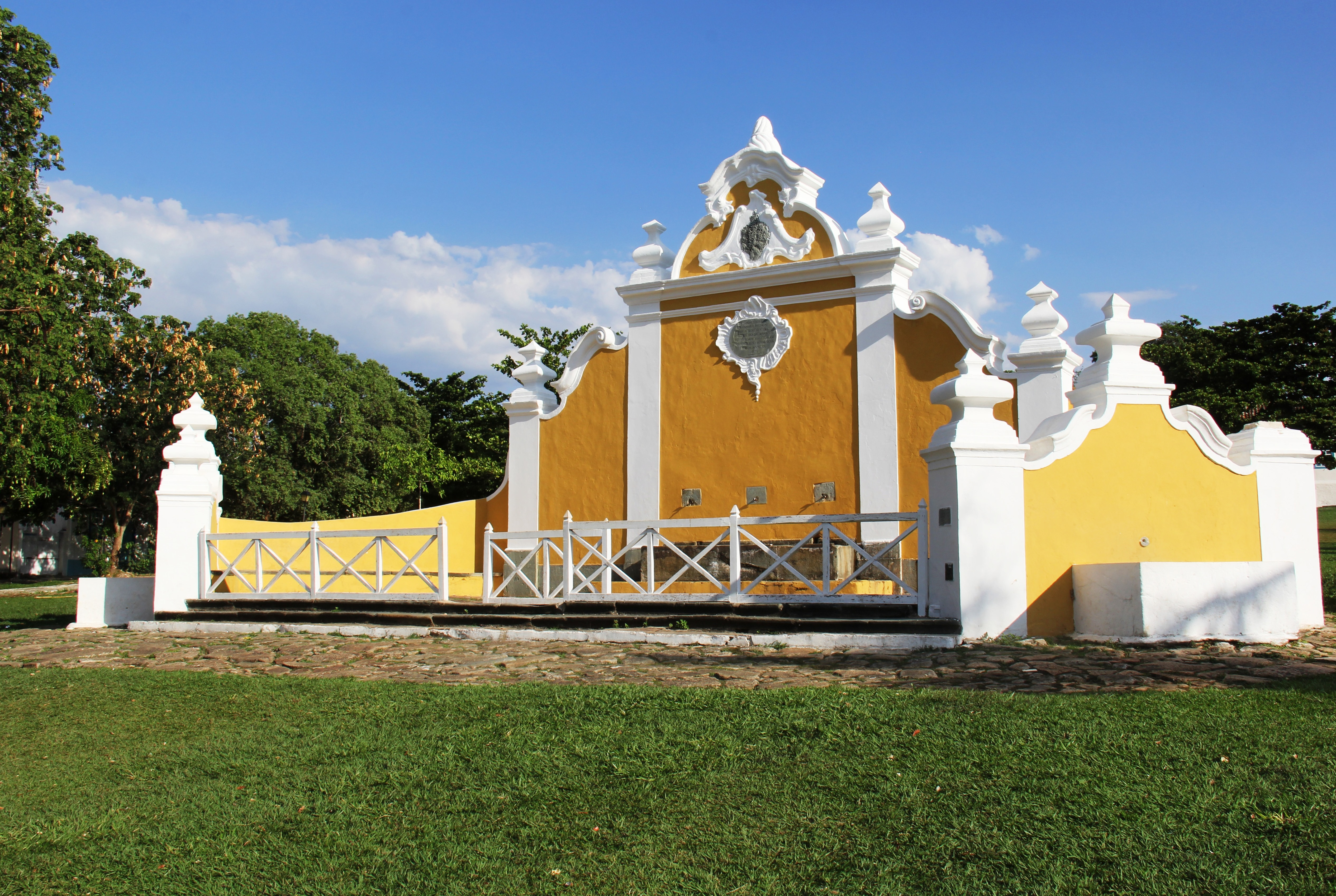
Chafariz de Cauda
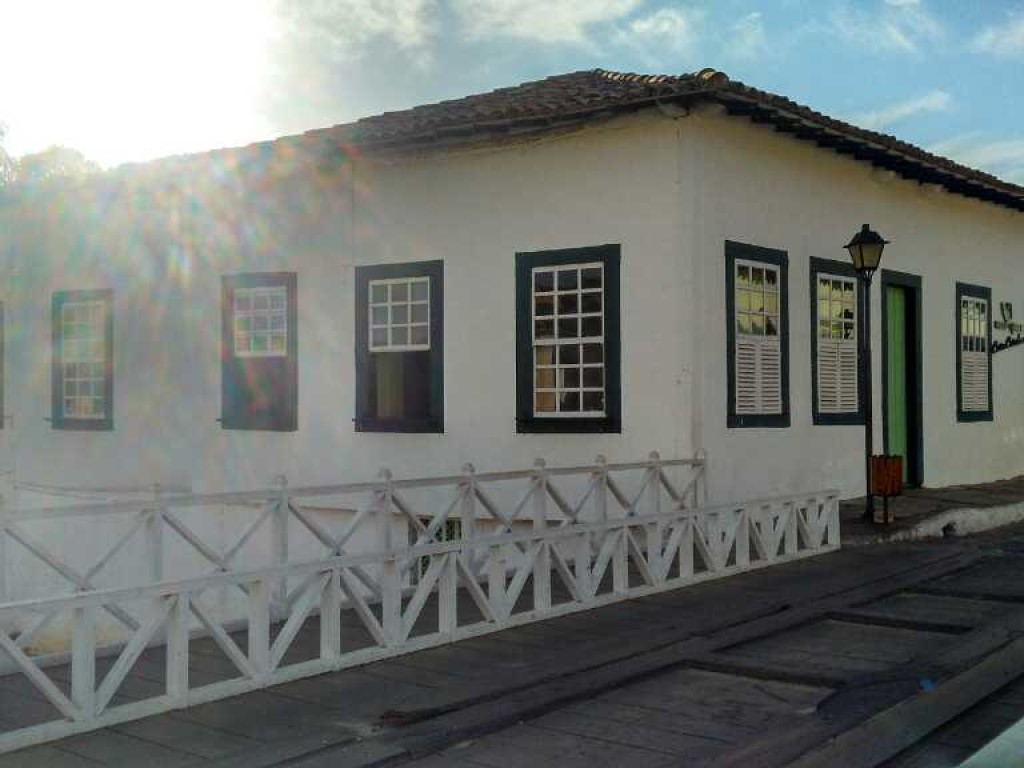
Casa de Cora Coralina
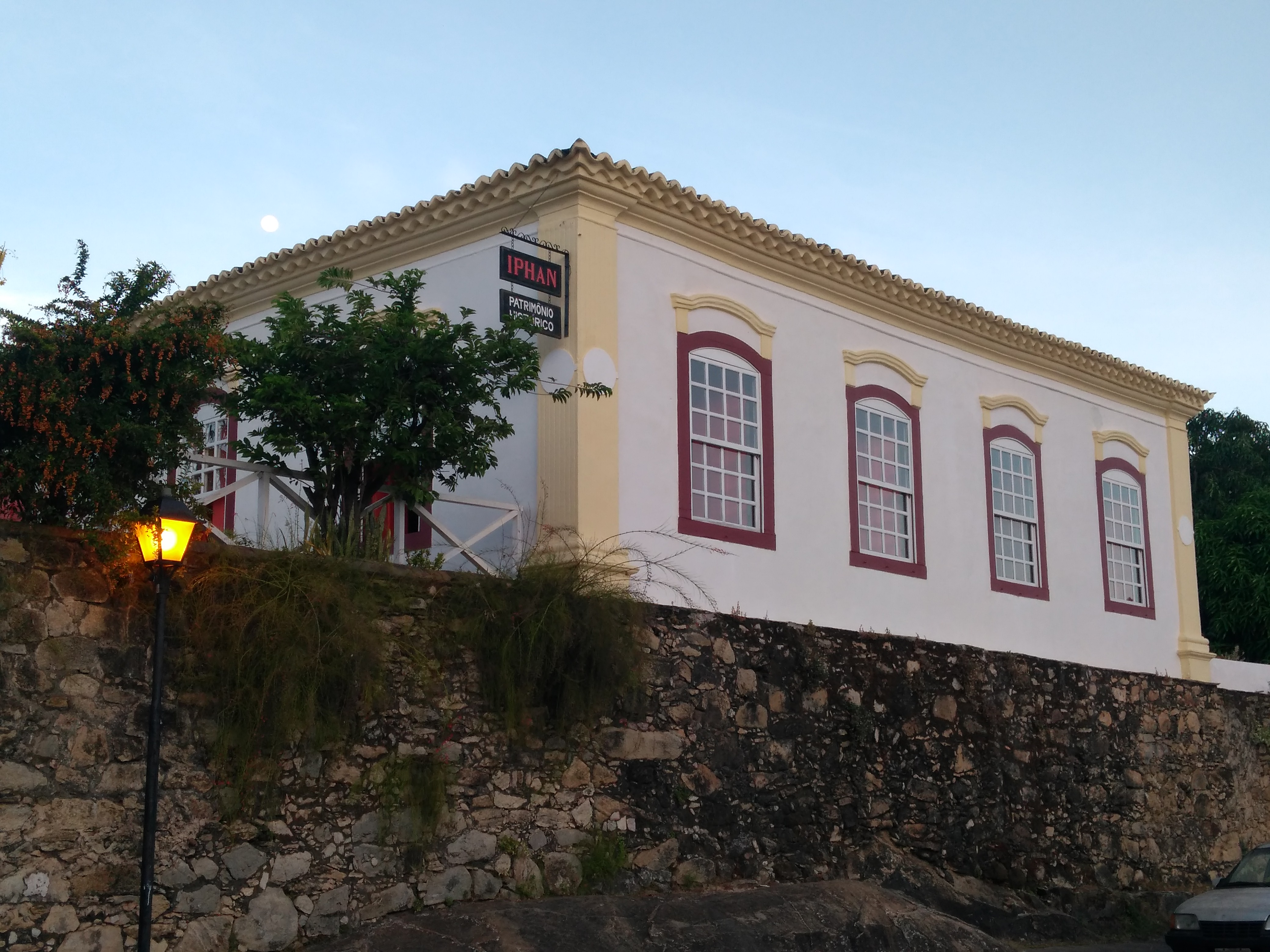
Casa do Bispo
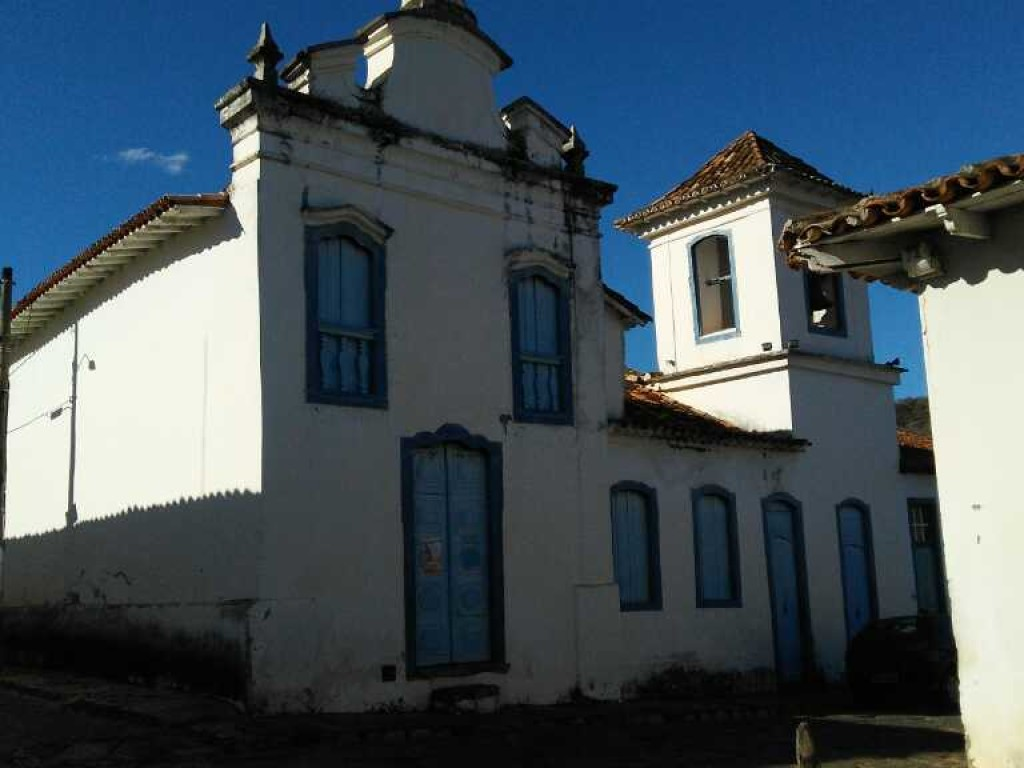
Igreja de Nossa Senhora d'Abadia
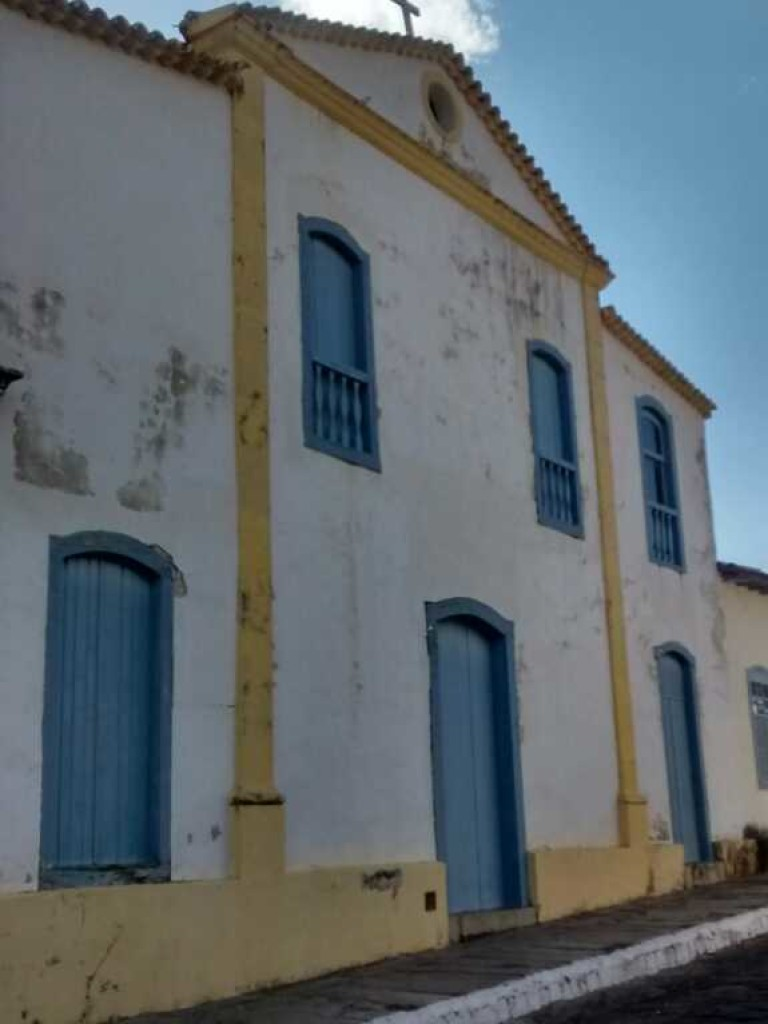
Igreja de Nossa Senhora do Carmo
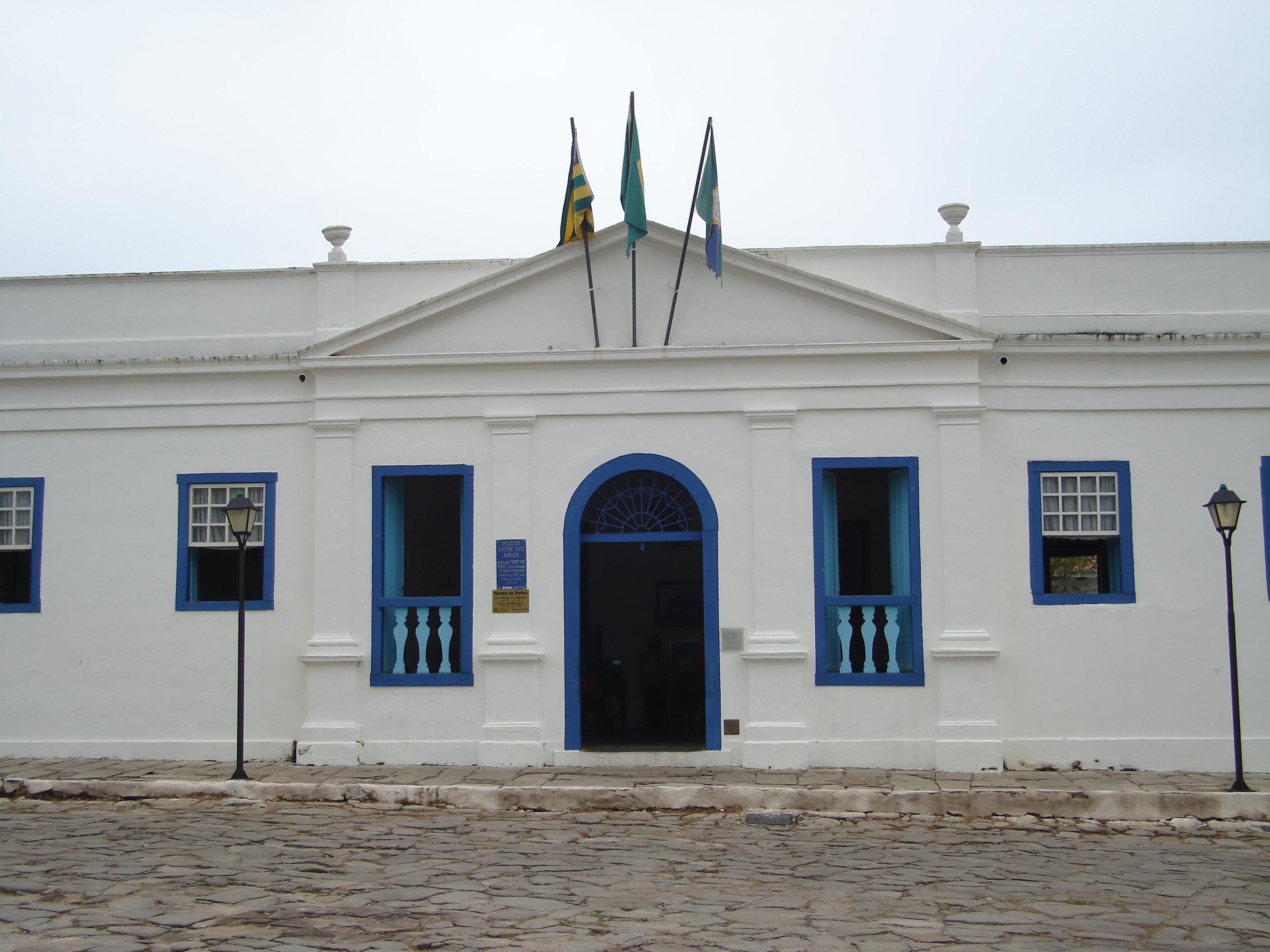
Palácio do Conde dos Arcos
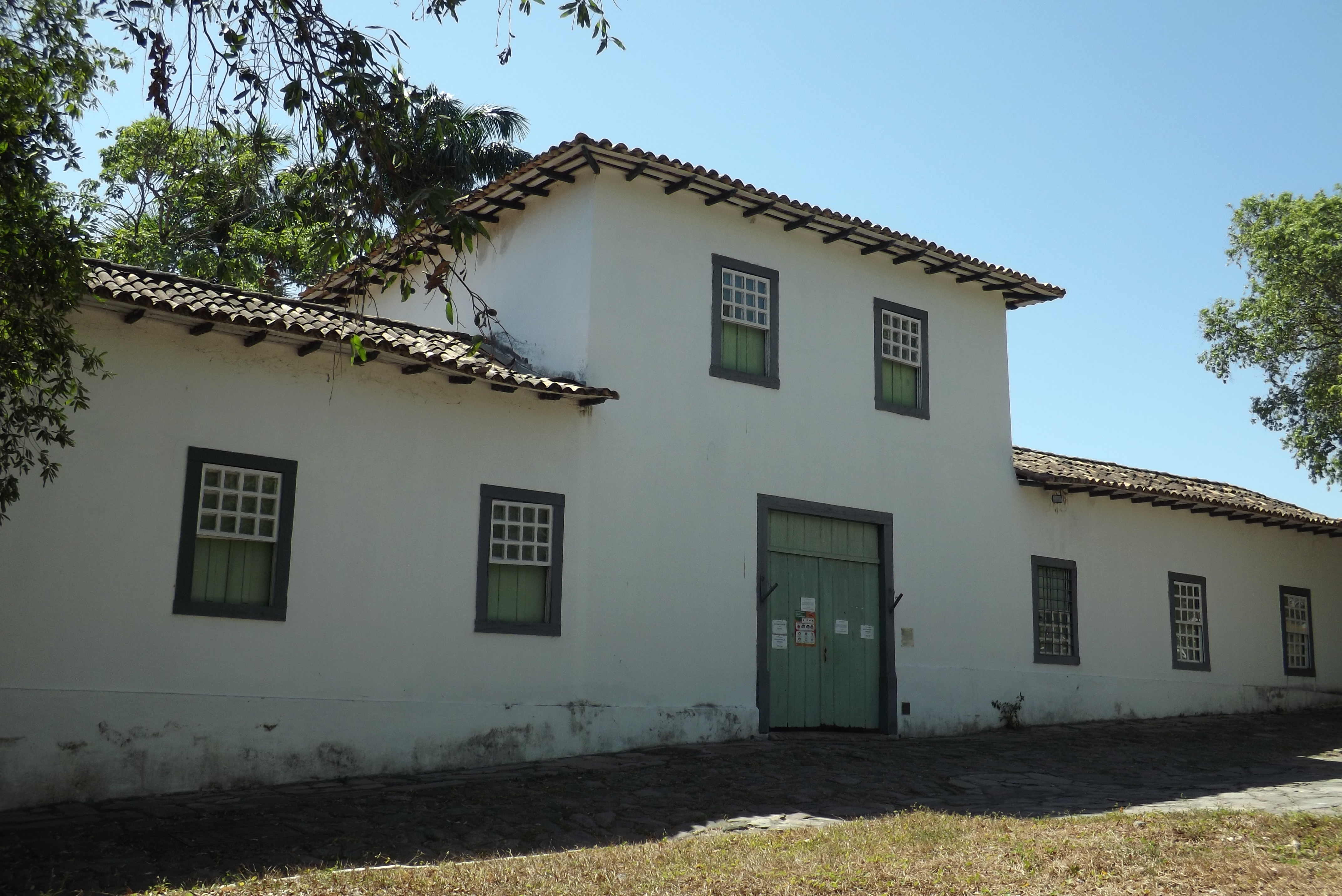
Quartel do XX